# Репин, Борис Фёдорович
Борис Фёдорович Репин (1 января 1937 — 1961, Москва) — советский футболист, нападающий.

## Биография
Воспитанник московской Футбольной школы молодёжи, в её составе в 1955 году стал победителем первенства СССР в своём возрасте. В том же году в составе ФШМ сыграл один матч на Кубок СССР. В начале следующего сезона числился в составе московского «Спартака».
В ходе сезона 1956 года перешёл в куйбышевские «Крылья Советов». Стал одним из лучших бомбардиров команды, забив 13 голов в 20 матчах, и помог команде одержать победу в зональном турнире класса «Б». Однако в классе «А» не смог заиграть на высоком уровне, проведя в следующем сезоне лишь 4 матча. Дебютный матч в высшей лиге сыграл 11 апреля 1957 года против московского «Спартака».
В 1956 году принимал участие в Спартакиаде народов СССР в составе сборной РСФСР.
В дальнейшем выступал за куйбышевские «Крылья Советов-3» (завод им. Фрунзе) и за коллективы физкультуры Москвы.
В 1961 году покончил с собой из-за депрессии, отравившись газом.